# Соков, Леонид Петрович
Леонид Петрович Соков (11 октября 1941[…], Михалево, Калининская область — 6 апреля 2018, Нью-Йорк, Нью-Йорк) — советский и американский художник. Один из наиболее известных представителей направления соц-арт.

## Биография
Родился 11 октября 1941 года в Михалево (ныне — в Ржевском районе Тверской области), сын погибшего на фронте в 1941 году Сокова Петра Сергеевича, директора деревенского молокозавода, и Соковой Татьяны Павловны, работавшей почтальоном. В 1951 году переехал в Москву.
В 1956-61 учился в Московской средней художественной школе при Академии художеств СССР (МСХШ), там постепенно складывался круг единомышленников художника (учился вместе с Евгением Барабановым, Александром Косолаповым, Виталием Комаром). Также особое влияние на его творческий путь оказал Михаил Рогинский, с которым Соков был дружен. В 1961 поступил в Московское высшее художественно-промышленное училище (бывшее Строгановское), отделение монументально-декоративной пластики, где учился у В. И. Дерунова и С. Л. Рабиновича, но в тот же год был призван в армию, только после службы возобновил учёбу (1964—1969). С 1966 по 1969 год работает в одной студии с Александром Косолаповым и Борисом Орловым (2-й Щукинский пр., 11). В 1972 вступил в МОСХ, до эмиграции работал как скульптор-анималист для скульптурных комбинатов. К началу 1970-х пришел к собственному стилю, основанному на переработке образной системы русского фольклора и использовании поп-артистских приемов.
В 1973 году переезжает в новую мастерскую по адресу: Б. Сухаревском пер., 16, где в 1976 была устроена одна из известнейших квартирных выставок произведений неофициальных художников. С 1977 участвует в выставках за рубежом. В 1979 покинул СССР, настоящее признание пришло в эмиграции. С направлением соц-арт познакомился в начале 1980-х в Нью-Йорке. В 1983 в галерее Strorefront, Нью-Йорк, прошла первая зарубежная персональная выставка. В 2001 году выставлялся в Русском павильоне на Венецианской биеннале.
В 2012 году в Москве прошла масштабная ретроспектива художника в Музее современного искусства на Гоголевском бульваре, 10. Жил и работал в Нью-Йорке.
В 2016 году в Государственной Третьяковской галерее на Крымском валу прошла масштабная выставка художника «Леонид Соков. Незабываемые встречи».
Скончался 6 апреля 2018 года в Нью-Йорке, в возрасте 76 лет.

## Творчество и цензура
Леонид Соков начинал творческую карьеру, как скульптор-анималист. Обучаясь в МСХШ, он часто посещал зоопарк, где рисовал зверей с натуры. На комбинатах МОСХа Соков изготовлял скульптуры животных для парков и детских площадок, где профессионально взаимодействовал с мэтрами советской анималистики заслуженным художником РСФСР Андреем Марцем и скульптором Георгием Попандопуло, которые принимали у него модели будущих скульптур. В конце 1960-х годов скульптор постепенно меняет приоритеты с анималистики на соц-арт, вырабатывая свой собственный стиль. Работы Сокова в жанре соц-арта пользовались популярностью на Западе. Большое количество работ Сокова этого периода скупил американский коллекционер Нортон Додж. До выезда из СССР Леонид Соков работал под призмой советской цензуры, не позволявшей скульптору выставлять свои работы официально. В конце 1970-х годов Леонид Соков в связи с творческими разногласиями внутри СССР эмигрирует в США, где продолжает развивать тот же жанр, которому он остаётся верен до конца жизни.
С распадом СССР скульптора неоднократно приглашали в Россию, где некоторые его работы уже выставлялись официально в различных музеях, включая Третьяковскую галерею, Московский музей современного искусства и др. В 2016 году в Третьяковской галерее скульптор безуспешно пытался выставить свою работу под названием «Памятник главному русскому слову». Однако выставить там её не удалось из-за цензуры.

## Работы находятся в коллекциях
- Государственная Третьяковская галерея, Москва.
- Государственный Русский музей, Санкт-Петербург.
- Государственный музей изобразительных искусств им. А. С. Пушкина, Москва.
- Музей РГГУ «Другое искусство», Москва.
- Государственный центр современного искусства, Москва.
- Московский музей современного искусства, Москва.
- Музей актуального искусства ART4.RU, Москва.
- Новый музей, Санкт-Петербург.
- Государственный музей современного искусства «Центр Жоржа Помпиду», Париж, Франция.
- Музей современного искусства, Кумамото, Япония.
- Музей Джейн Вурхис Зиммерли, коллекция Нортона и Нэнси Додж, Рутгерский университет, Нью-Брансуик, Нью-Джерси, США.
- Метрополитен-музей, Нью-Йорк, США.
- Музей современного искусства Соломона Гуггенхайма, Нью-Йорк, США.
- Фонд Фридмана, Пенсильвания, США.
- Колодзей Арт Фонд, Хайланд-парк, Нью-Джерси, США.

## Персональные выставки
- 1976 — Однодневная выставка в выставочном зале Союза художников СССР. Беговая, 7, Москва
- 1983 — Галерея Storefront, Нью-Йорк, США
- 1985 — Галерея Storefront, Нью-Йорк, США
- 1986 — Semaphore Gallery, Нью-Йорк, США
- 1986 — Zeus-Trabia Gallery, США
- 1987 — Гластность, Zeus-Trabia Gallery, США
- 1988 — Trabia McAfee Gallery, Нью-Йорк, США
- 1990 — Eduard Nakhamkin Fine Arts, Нью-Йорк, США
- 1990 — Palais des nattions, Женева, Швейцария
- 1992 — Berman Gallery, Нью-Йорк, США
- 1994 — Berman Gallery, Нью-Йорк, США
- 1995 — Farsettiate, Прато, Италия
- 1997 — Galleria Severi arte, Болонья, Италия
- 2001 — Тени скульптур XX века. 49 Венецианская биеннале, Италия
- 2005 — GalleriaEmilio Mazzoli, Модерна, Италия
- 2009 — Jack Tilton Gallery, Нью-Йорк, США
- 2012 — «Угол зрения», ММСИ, Россия
- 2016 — «Леонид Соков. Незабываемые встречи», ГТГ, Россия